# Favoriten
Favoriten () è il decimo distretto di Vienna, in Austria ed è situato nella zona sud della città.